# PAE- 22365
PAE-22365 será un vehículo aéreo no tripulado de alta prestaciones y de tipo MALE (altitud media, gran autonomía). Estará capacitado para transportar una carga paga de 50 kg. El proyecto es financiado por el MINCYT. Sus bondades serán las de una plataforma de uso múltiple; eso contempla un abanico de misiones variadas, desde la simple observación, controles de alta toxicidad química y radiológicas, el escaneo IR del terreno, entre otras.

## Especificaciones (PAE-22365)
Características Generales
- Superficie alar: 3,6 m²
- Envergadura: 6 m
- Longitud: 4,1 m
- Altura: 1,6 m
- Ancho del fuselaje: 0,45 m
- Peso máximo al despegue: 300 kg

Planta motriz
- Motor de cuatro tiempos, dos cilindros HKS 700E
  - Potencia máxima: 60 HP
  - TBO: 1000 h
  - Potencia disponible (opcional): 1500 W

Navegación
- GPS/INS (Autopiloto Píccolo 2+) con capacidad de despegue y aterrizaje automático y enlace SAT.

Emergencia
- Paracaídas balístico de recuperación

Rendimiento
- Autonomía: 11 h
- Velocidad máxima: 115 nudos KCAS
- Altitud mínima en ruta: 1.5000 pies
- Tiempo de ascenso hasta altitud de crucero: 20 min

Carga útil
- Peso máximo al despegue: 50 kg
- Capacidad volumétrica disponible: 0,4 × 0,4 × 1,0 m³

### Aeronaves similares
- Harbin BZK-005
- CASIC WJ-600
- CASIC UAV
- ChangKong-1, diana, reconocimiento (1966)
- ChangKong-2
- ASN-206
- WJ-600, ataque furtivo/guerra electrónica, VANT de combate
- WuZhen-5
- WZ-2000, reconocimiento (2003)
- INTA Milano
- IAI Heron
- TIHA
- Denel Bateleur
- Mohajer
- General Atomics MQ-1 Predator

### Listas relacionadas
- Anexo:Vehículos aéreos no tripulados